# ممفیس

نقشهٔ مصر باستان، پایتخت‌های مصر با ستاره نموده شده‌اند.

ممفیس (عربی مصری: ممفيس؛ ‏یونانی: Μέμφις) پایتخت باستانی مصر سفلی و پادشاهی کهن مصر باستان از آغاز پیدایش تا ۲۲۰۰ پیش از میلاد بود. پس از آن در پادشاهی نو در سراسر زمان باستان به مرکزی اداری بدل گشت. ویرانه‌های ممفیس امروزه در ۲۰ کیلومتری جنوب قاهره در کرانهٔ باختری نیل جای دارد.

## تاریخچه
ممفیس در دوران دودمان ششم مصر به اوج شکوفایی خود رسید و به گونهٔ مرکز آیین پتاح درآمد. با برپایی شهر تِبِس از رونق آن کاسته‌شد. با چیرگی ایران بر مصر ، ممفیس یک ساتراپی و رونقش بازگردانده شد.
با برپایی اسکندریه باز این دوران شکوفایی به سر آمد و اهمیتش پس از این شهر قرار گرفت. با روی کار آمدن روم باز هم ممفیس پس از اسکندریه دومین شهر مهم مصر بود. وضعیت تا پدیدآمدن فسطاط در ۶۴۱ (میلادی) به همین ترتیب بود. در این زمان شهر رو به فراموشی سپرده شد و سنگ‌های این شهر برای ساخت زیستگاه‌هایی در گرداگردش به کاربرده شد.

## ریشهٔ نام
نام مصر باستانی این شهر اینِب هِج (Ineb Hedj) به معنای دیوارهای سپید بود. نام ممفیس ریخت یونانی دگرگون‌شدهٔ از نام هرم فرعون مصر پپی یکم بود که مِن‌نه‌فِر (Men-nefer) در زبان قبطی بود. (ⲙⲉⲛϥⲉ) همچنین در مصر باستان بدین شهر عنخ تاوی (Ankh Tawy) به معنای به بندکشندهٔ دو شهر هم می‌گفتند. این نام بر وضعیت استراتژیک این شهر در میان مصر علیا و پایین تأکید دارد.
| mn · n | nfr | f · r | O24 | niwt |

| mn · n | nfr | f · r | O24 | niwt |

## نگارخانه

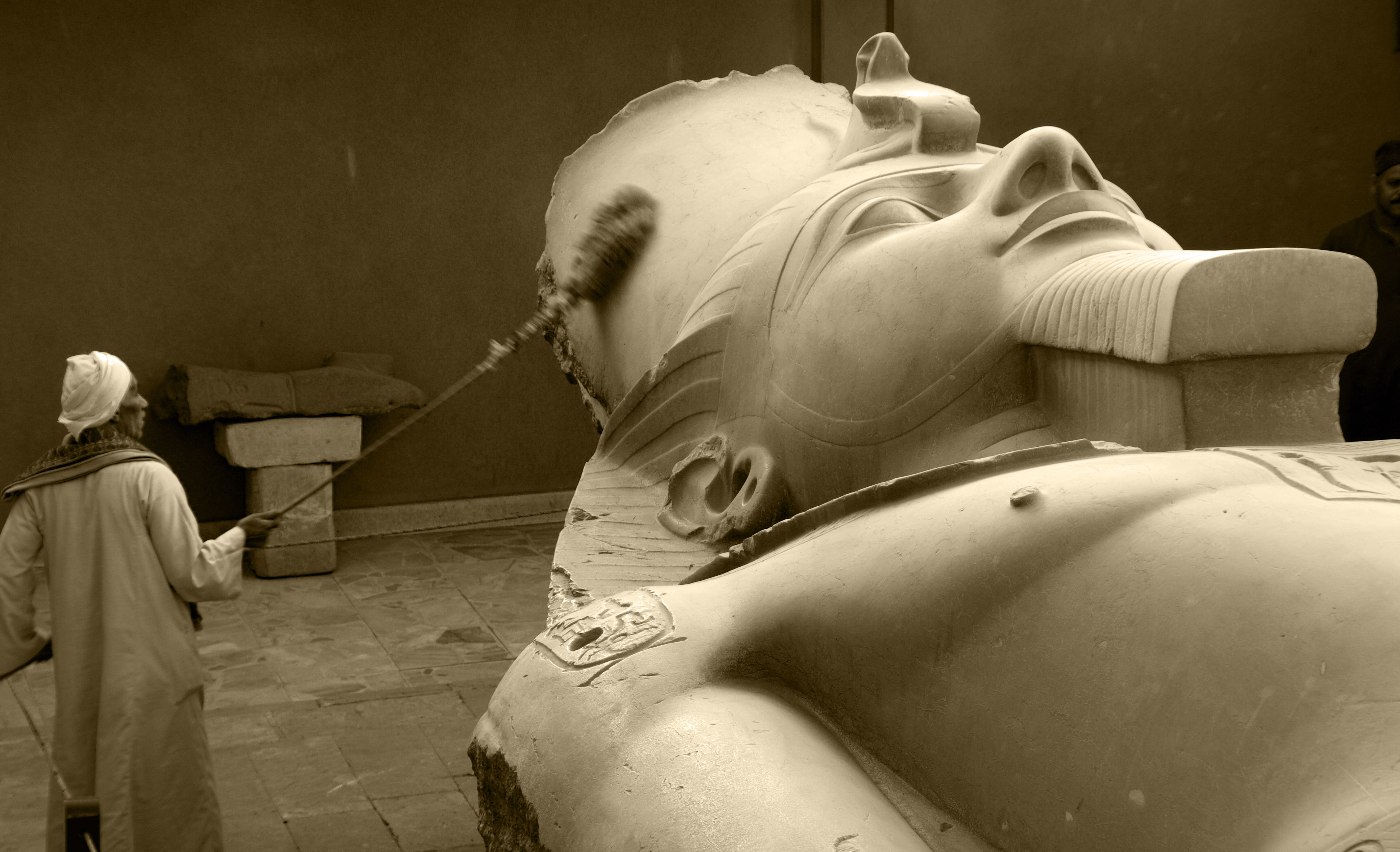
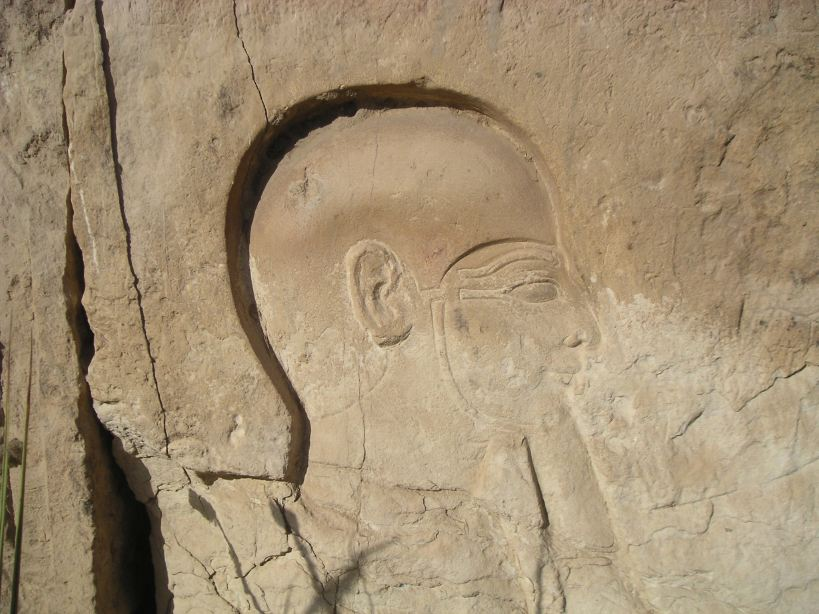
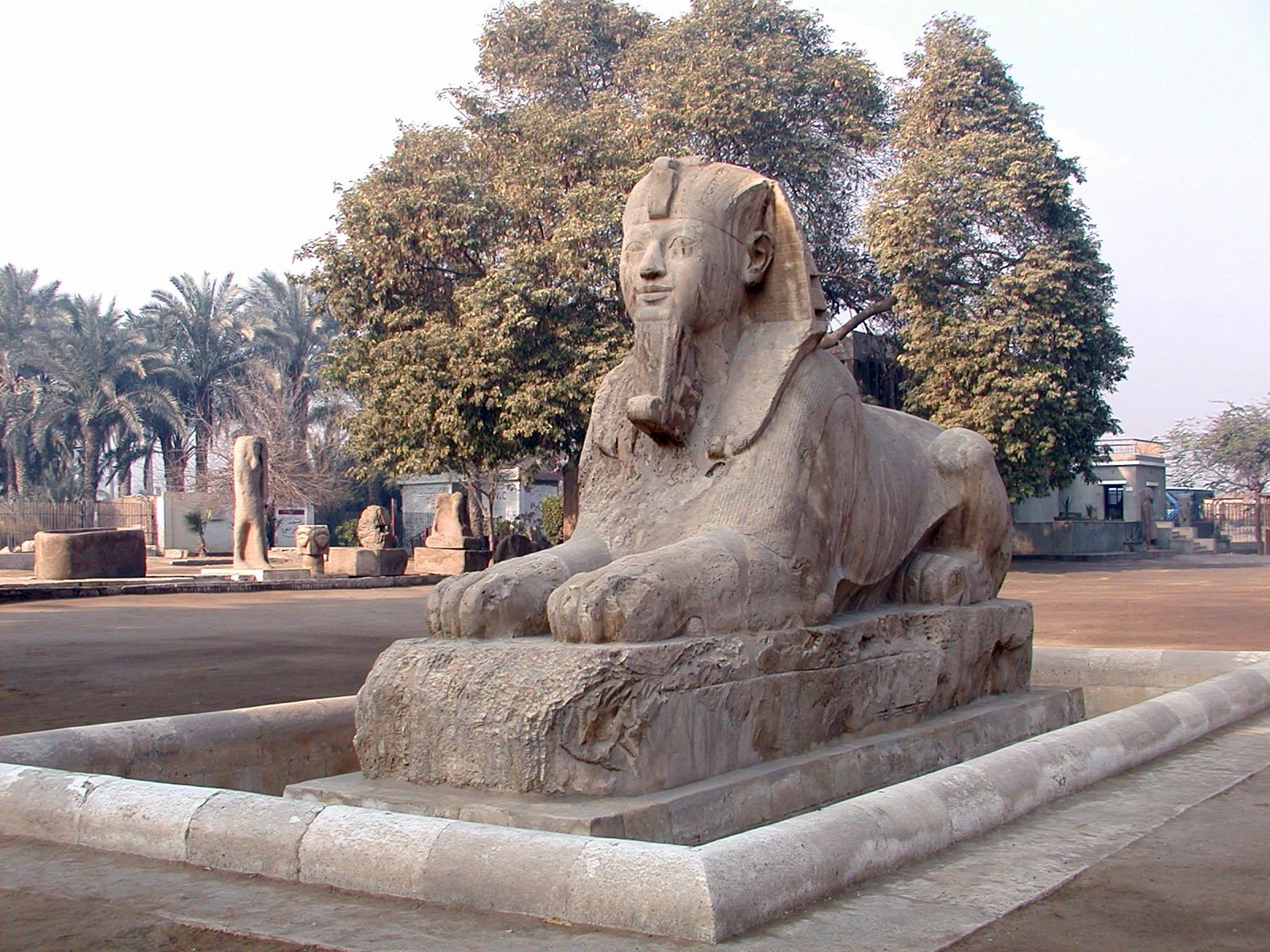
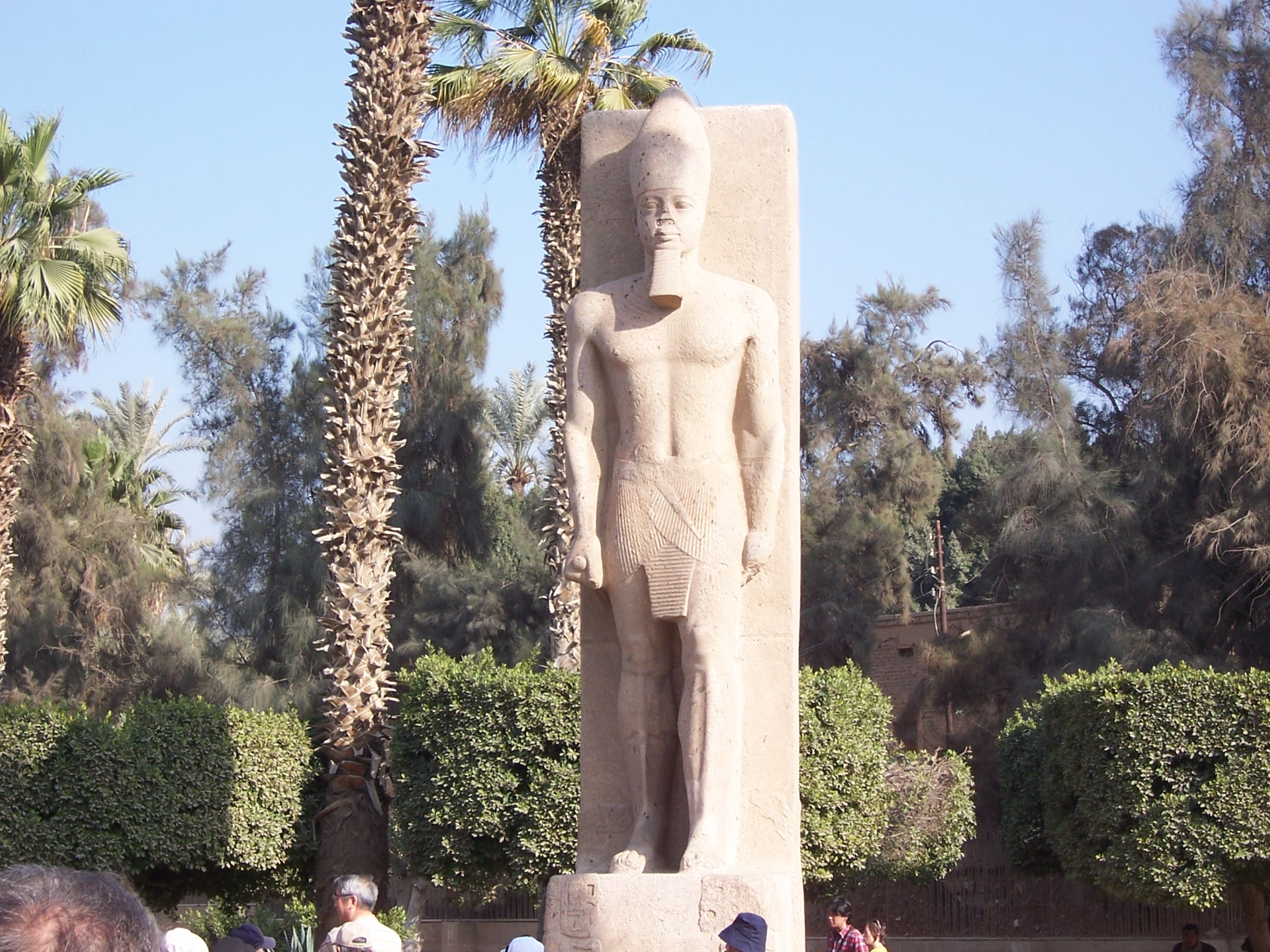
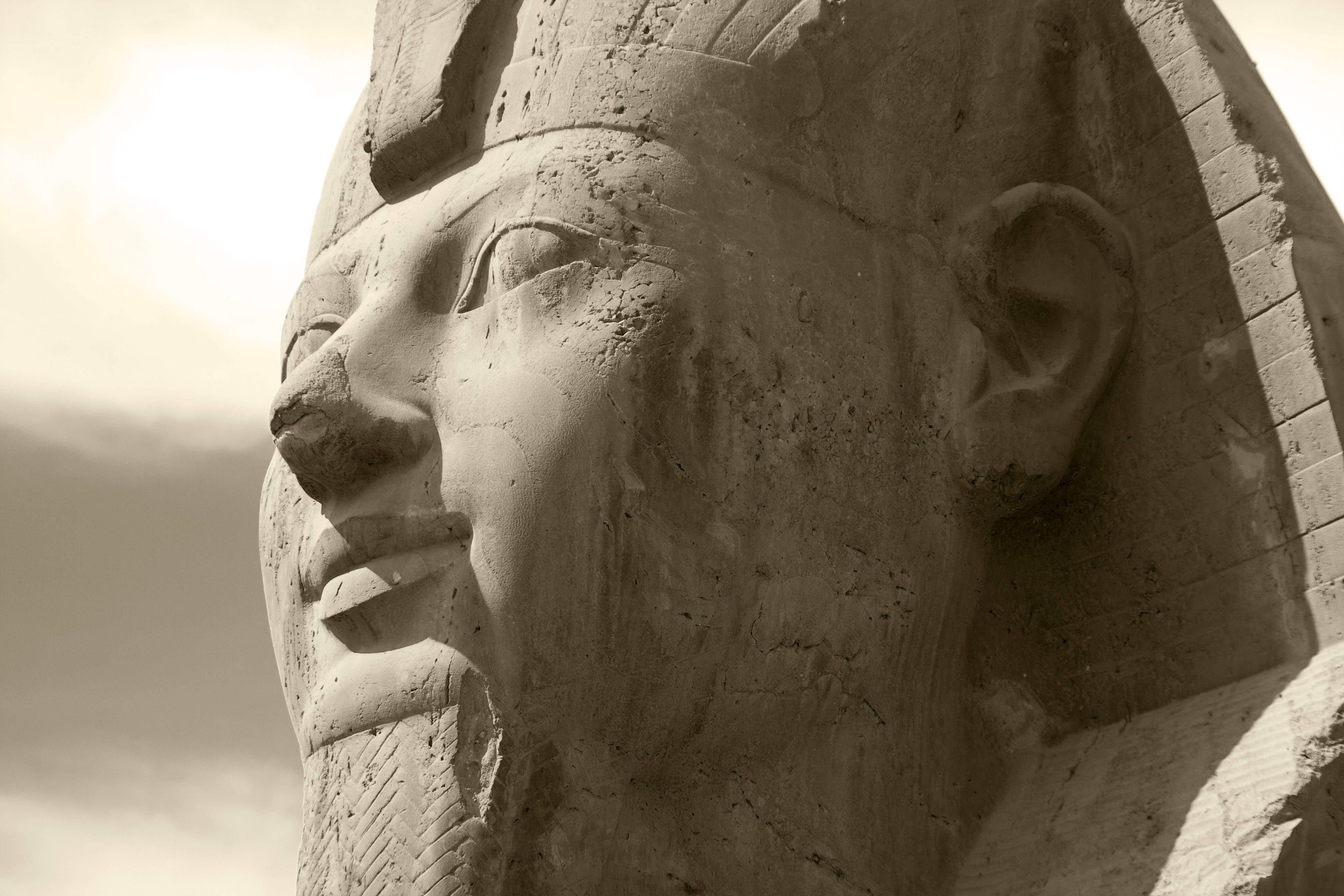
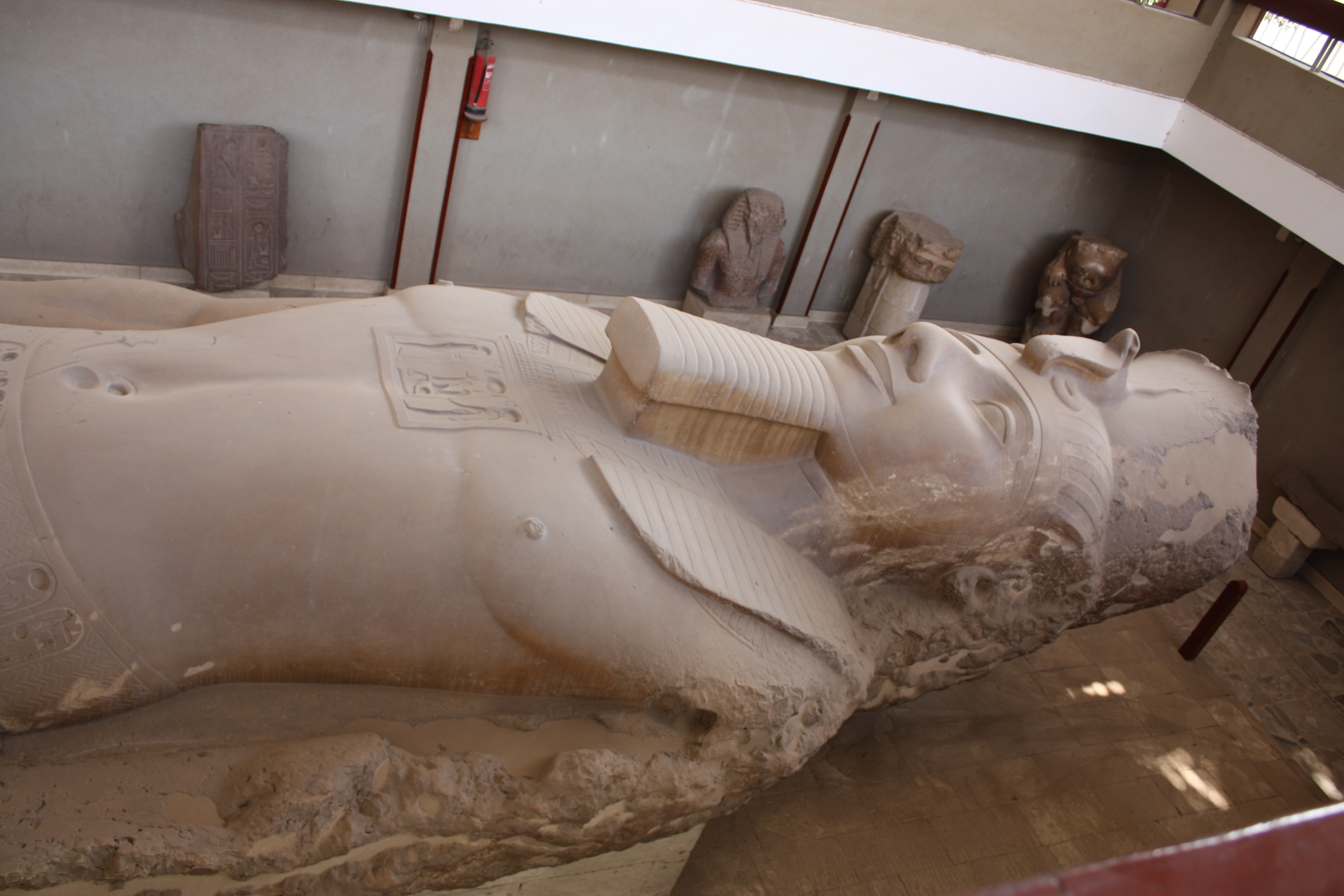
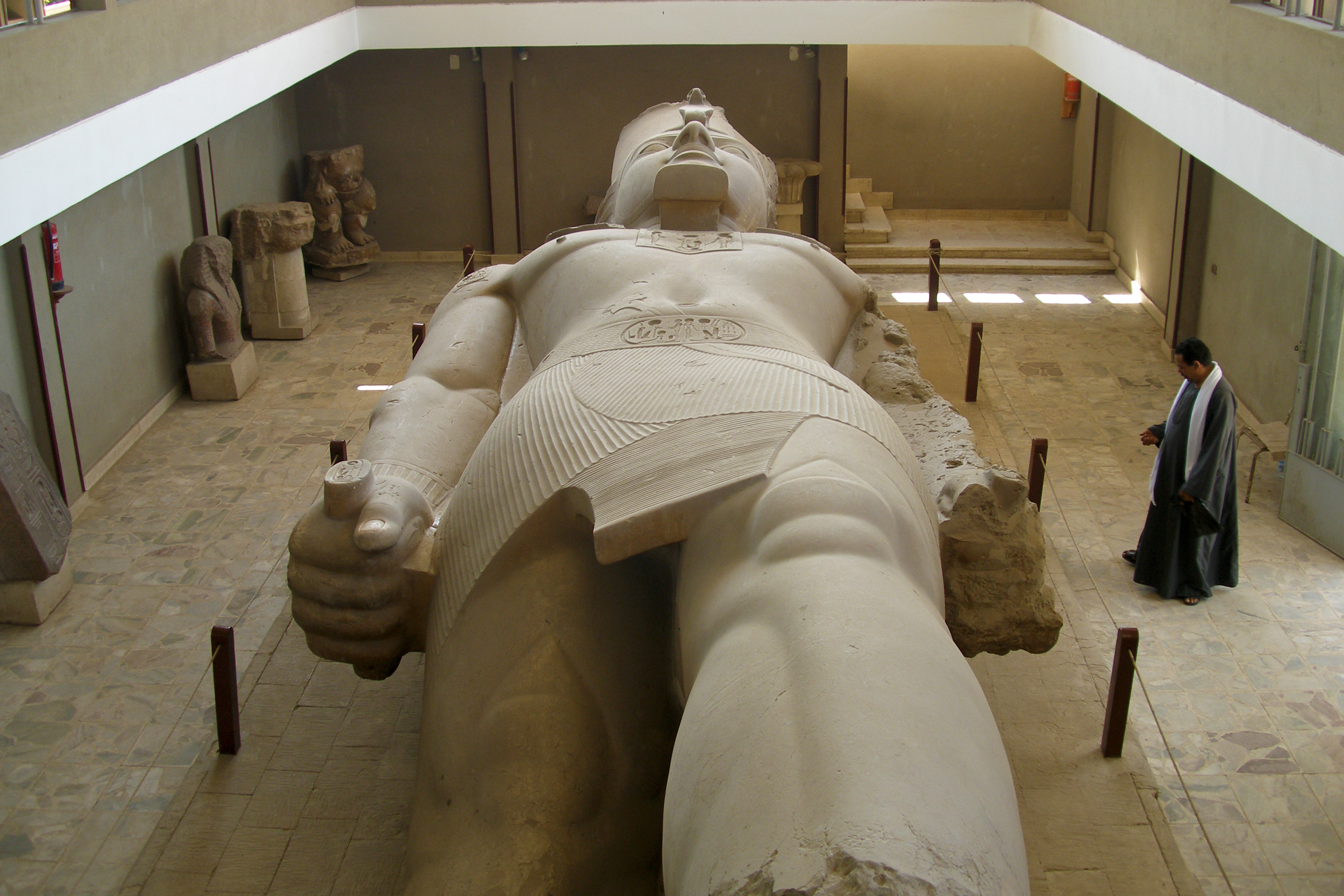
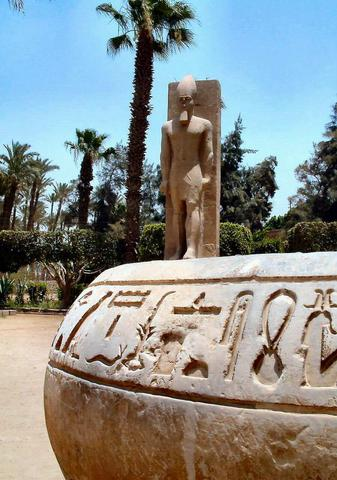
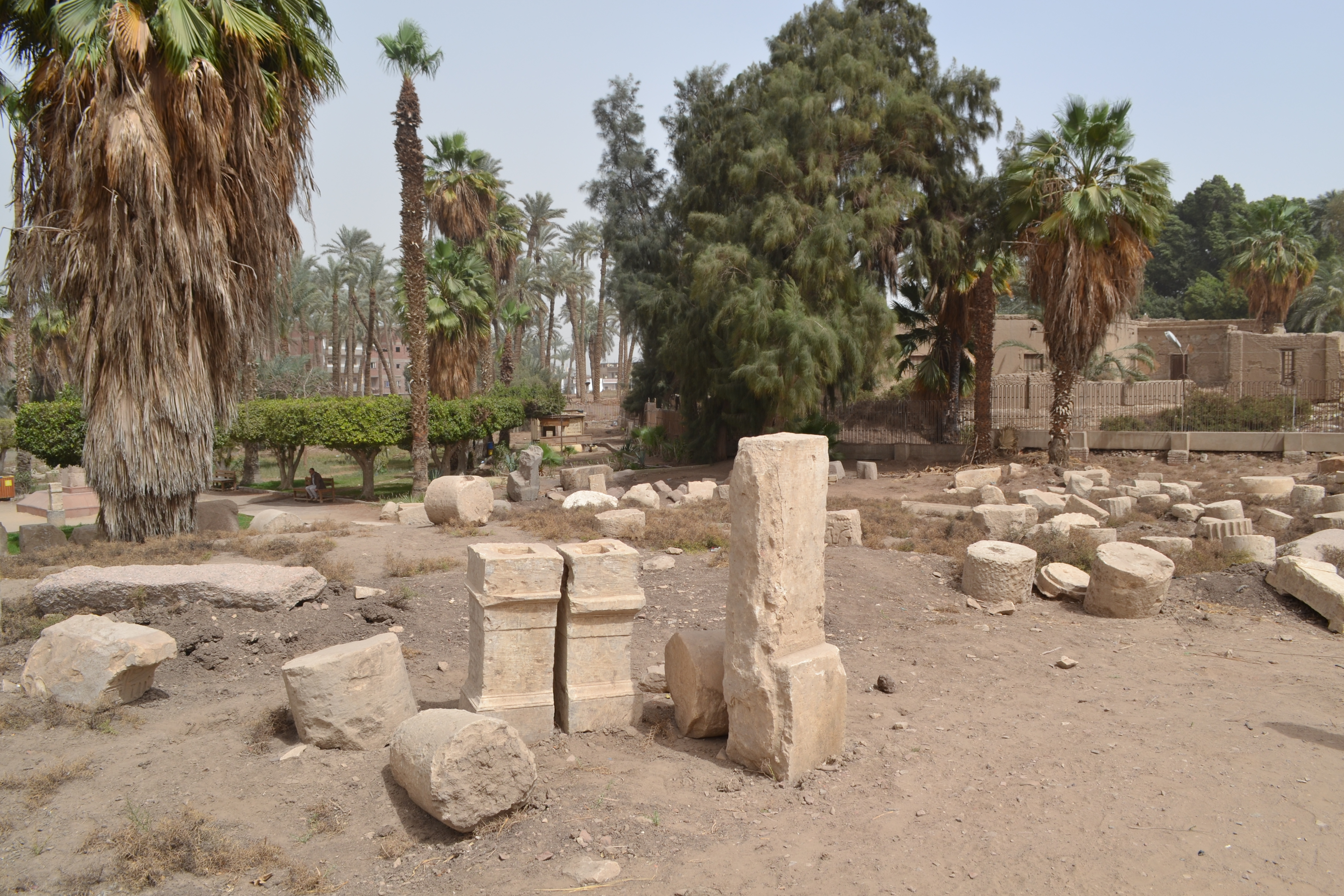
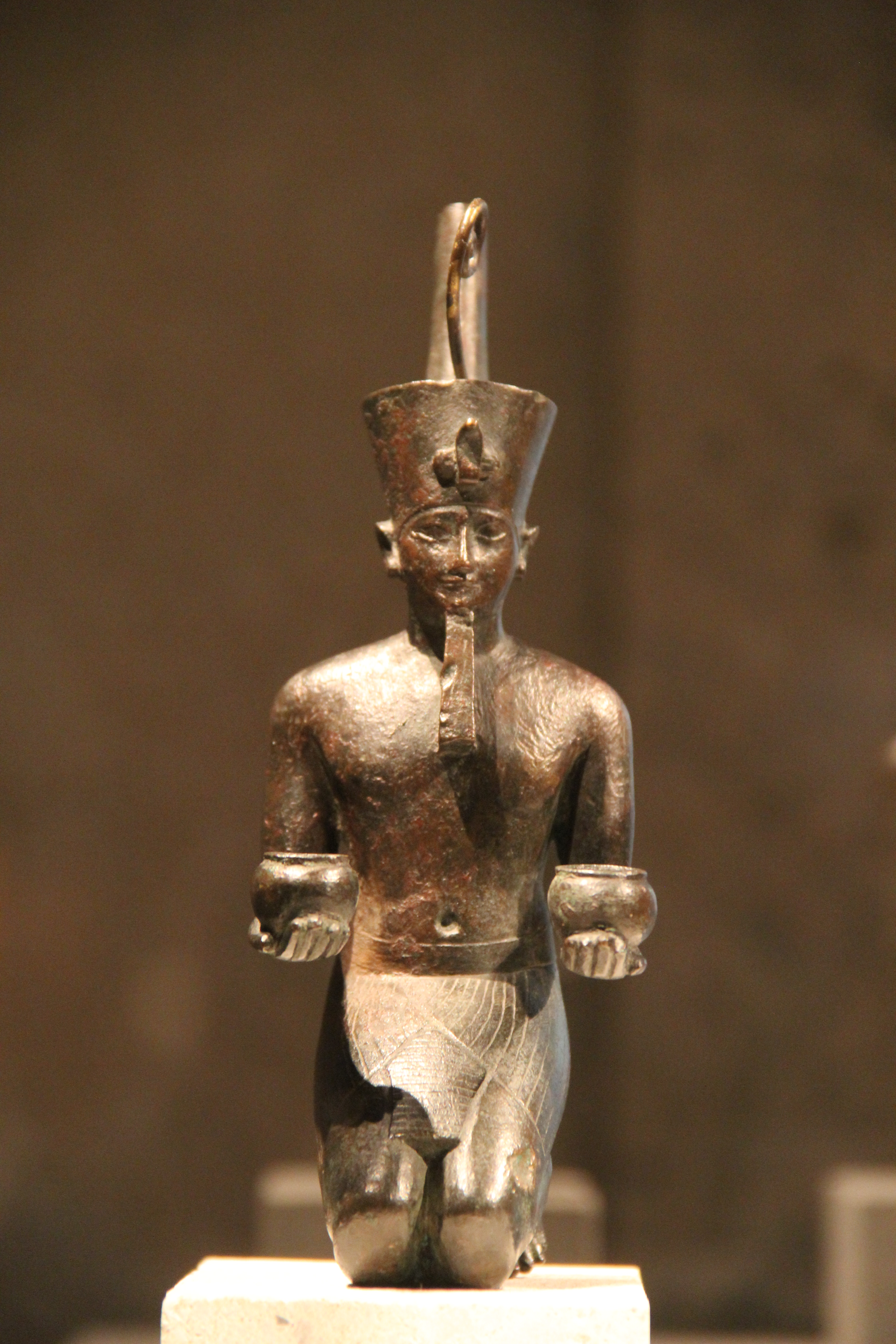
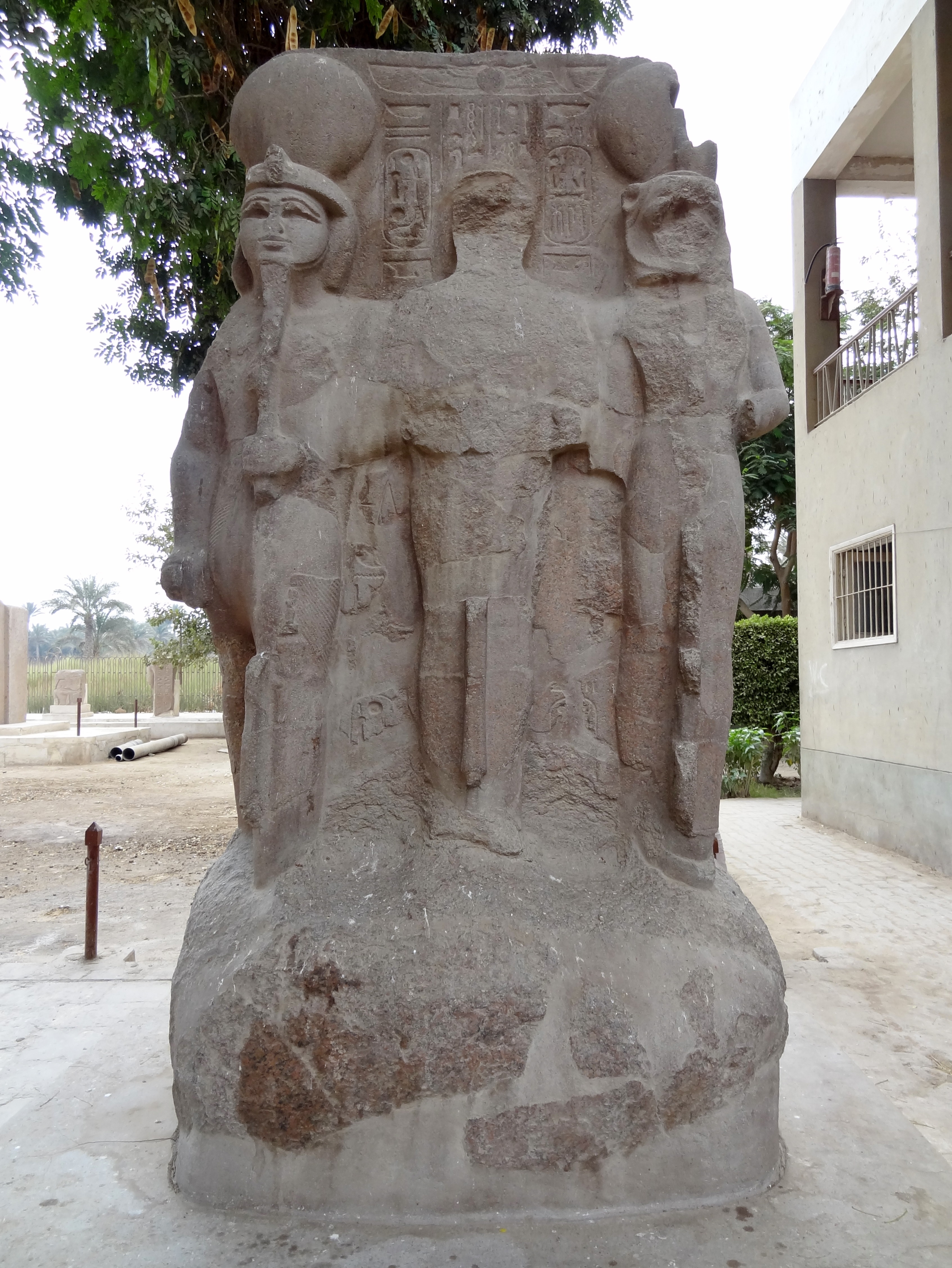